# Musa al-Kazim
Musa ibn Dżafar al-Kazim (arab. ‏موسى بن جعفر الكاظم‎, Mūsá ibn Ǧaʿfar al-Kāẓim; ur. 10 listopada 745 w Medynie, zm. 4 września 799 w Bagdadzie) – według szyitów (imamitów) siódmy prawowity przywódca muzułmańskiej wspólnoty.
Prawnuk Alego ibn Husajna, wnuk Muhammada al-Bakira, syn Dzafara as-Sadika. Podczas jego życia rządziło (według szyitów, uzurpowało władzę) kilku kalifów sunnickich: Marwan II, As-Saffah, Al-Mansur, Al-Mahdi, Al-Hadi i Harun ar-Raszid. Aresztowany i więziony kilkakrotnie, zmarł otruty z rozkazu tego ostatniego.

## Dysputy teologiczne

### Harun ar-Raszid
Pewnego dnia Musa al-Kazim i Harun ar-Raszid byli razem w pobliżu miejsca spoczynku Mahometa w Medynie. Aby udowodnić swoją legitymizację władzy, ar-Raszid skierował słowa w stronę grobu: „Pozdrawiam Ciebie, o proroku Boga, ten który jesteś moim kuzynem!”. Na co al-Kazim odpowiedział: „Pozdrawiam Ciebie, mój drogi ojcze!”, co rozwścieczyło ar-Raszida: „Abul-Hasan (al-Kazim), sława jak twoja prawdziwie winna być wychwalana.” Później, ar-Raszid przepytał al-Kazima dlaczego pozwala ludziom łączyć siebie z Mahometem i określać go mianem: „Syna proroka Boga”, w momencie kiedy był synem Alego, tak więc według zasady dziedziczenia, jego matka Fatima była córką Mahometa, co czyni ostatniego proroka islamu jego dziadkiem od strony matki. Imam odpowiedział: „Jeśli prorok by powrócił do życia i oświadczył się twojej córce, zaakceptowałbyś?” Ar-Raszid potwierdził, na co al-Kazim odpowiedział: „On by nigdy nie oświadczył się mojej córce i nigdy by jej nie poślubił, ponieważ on mnie począł a nie ciebie.” Ar-Raszid nie był usatysfakcjonowany odpowiedzią stwierdzając iż „zasada dziedziczności idzie w linii męskiej, nie żeńskiej”, a imamowie są synami córki Mahometa.
Imam al-Kazim zaczął cytować Koran: „a z jego potomstwa: Dawida, Salomona, Hioba, Józefa, Mojżesza i Aarona - w ten sposób płacimy tym, którzy czynią dobro! i Zachariasza, i Jana, Jezusa i Eliasza - oni wszyscy są z liczby cnotliwych.” „Kim jest ojciec, Jezusa?”, „Jezus nie ma ojca”, odpowiedział ar-Raszid. Imam przedstawił fakt iż Bóg wymienił Jezusa pośród innych proroków a ów pochodził od Marii; „podobnie, my pochodzimy od naszej matki, Fatimy”. Mimo tego, ar-Raszid domagał się więcej dowodów, al-Kazim zaczął ponownie cytować Koran: „A kto się będzie z tobą sprzeczał w jej przedmiocie po tym, jak otrzymałeś wiedzę, to powiedz: „Pozwólcie! Wezwijmy naszych synów i waszych synów, nasze kobiety i wasze kobiety, nas samych i was samych, potem będziemy się pokornie modlić i wzywać przekleństwa Boga na kłamców!” Następnie: „Nikt nie twierdzi iż prorok rozkazał komukolwiek udać się pod pelerynę w momencie kiedy wyzwał chrześcijan na pojedynek modlitwy (mubahala) oprócz Alego, Fatimy, Hasana i Husajna. Z tego powodu, tłumaczeniem tego ajatu jest: Nasi synowie to Hasan i Husajn; naszą kobietą jest Fatima; my sami jesteśmy Alim.”

### Mnich
Chrześcijański mnich zwany Al-Abbas (urodzony Hilal asz-Szami), powiedział do Musy al-Kazima że ludzie cenią tych którzy jedzą skromne posiłki, noszą wełniane ubrania i są powściągliwi. Z tego powodu Imam przypomniał mu o Józefie, który był jednym z proroków. Józef nosił aksamitne ubrania dekorowane złotem i przesiadywał na tronach faraonów. „Ludzie nie potrzebowali jego ubrań, lecz sprawiedliwości”, stwierdził Imam. „Imam musi być sprawiedliwy i uczciwy; kiedy mówi o czymś, mówi tylko prawdę; kiedy obiecuje coś, dotrzymuje swojej obietnicy; kiedy wyrokuje, wyrok jest zawsze słuszny. Bóg nie zabronił nosić pewnych typów ubrań czy jeść pewnych potraw, jak długo oba są uzyskane drogą sprawiedliwą; raczej zabronił On zakazanego, małego bądź dużego.” Następnie zacytował Koran: „Powiedz: „Któż uznał za zakazane ozdoby Boga, które On przygotował dla Swoich sług, jak i dobre rzeczy pochodzące z Jego zaopatrzenia?” Powiedz: „One w Dniu Zmartwychwstania będą należeć wyłącznie do tych, którzy uwierzyli w życiu na tym świecie."
W ten sposób przedstawiamy wyraźnie Nasze znaki dla ludzi, którzy wiedzą.”